# The Heliocentric Worlds of Sun Ra, Volume Three - The Lost Tapes
The Heliocentric Worlds of Sun Ra, Volume Three: The Lost Tapes è un album discografico del musicista jazz Sun Ra e dalla sua Solar Arkestra, pubblicato postumo nel 2005 dalla ESP-Disk'.

## Il disco
Il disco è la continuazione delle sessioni in studio del 1965 che avevano prodotto The Heliocentric Worlds of Sun Ra, Volume Two, con materiale registrato lo stesso giorno e con i medesimi musicisti. I nastri rimasero inediti e creduti irrimediabilmente persi per lungo tempo, circa quarant'anni. Negli anni duemila, i nastri furono ritrovati, rimasterizzati in digitale, e pubblicati per la prima volta in assoluto. La musica contenuta sull'album, sebbene di difficile fruizione per i non appassionati di free jazz, è costituita da materiale di studio originale totalmente inedito. Il deterioramento di una porzione del nastro determinò l'obbligata cancellazione di un minuto di musica circa al fine di preservare un livello di qualità sonora adeguato.

## Tracce
- Tutte le composizioni sono opera di Sun Ra

1. Intercosmosis - 17:03
2. Mythology Metamorphosís - 4:15
3. Heliocentríc Worlds - 4:16
4. World Worlds - 5:07
5. Interplanetary Travelers - 5:06

## Formazione
Musicisti
- Sun Ra - pianoforte, bonghi, e clavioline
- Marshall Allen - sax alto, ottavino, flauto
- Pat Patrick - sax baritono
- Walter Miller - tromba
- John Gilmore - sax tenore
- Robert Cummings - clarinetto basso
- Ronnie Boykins - contrabbasso
- Roger Blank - percussioni